# Joseph-Marie Trịnh Văn Căn
Joseph-Marie Trịnh Văn Căn (ur. 19 marca 1921 w Trát Bút, zm. 18 maja 1990 w Hanoi) – wietnamski duchowny katolicki, kardynał, arcybiskup Hanoi.

## Życiorys
Święcenia kapłańskie otrzymał 8 grudnia 1949 roku i po ukończeniu seminarium duchownego w Hanoi pełnił różne funkcje w archidiecezji; między innymi wikariusza jednej z parafii, proboszcza parafii katedralnej, członka sądu biskupiego i delegata arcybiskupa na całą archidiecezję. W 1963 roku mianowany został arcybiskupem tytularnym Aeli i koadiutorem arcybiskupa Hanoi z prawem następstwa. Obowiązki metropolity przejął 27 listopada 1978 roku, po śmierci jego poprzednika, który zmarł na wygnaniu w Rzymie. Jan Paweł II mianował go kardynałem z tytułem prezbitera Santa Maria in Via 30 czerwca 1979. Zmarł w Hanoi, pochowany w metropolitalnej katedrze.